# 毛邦初
毛 邦初（もう ほうしょ、英: Mow Pang Tzu、中: 毛邦初1904年3月5日 - 1987年6月22日）は、中華民国空軍の軍人。幼名は信誠、号は乾彪。日中戦争当時、周至柔、黄秉衡、陳慶雲、黄光鋭とともに、空軍の全指揮権を握る航空委員の一人であり、戦中は空軍のナンバー2として米国からの支援を取り付けた立役者であったが、戦後に米国からの軍需品購入ルートの虚偽や資金着服が露見し、米台関係に大きな波紋を及ぼした。

## 経歴
スタンダード・オイル・オブ・ニューヨーク（現モービル）社員・毛家来、母張氏の長男として生まれる。祖籍は浙江省奉化県岩溪村で、蔣経国の実母毛福梅、毛景彪、毛懋卿とは同氏族。上海租界で父の仕事を手伝っていたが、1924年冬、黄埔軍官学校三期生入伍生総隊に入る。翌年2月より第一次東征に参加。6月、劉震寰と楊希閔の反乱部隊の鎮圧に参加。7月、第三期学生隊に正式入隊。卒業後、中国交通科技学校にて無線通信専攻を経て広東航空学校第2期入学、1926年12月卒業。モスクワ中山大学留学生に選抜され、同国のボリソグレプスクの第2航空学校（現V・P・チカロフ名称ボリソグレプスク航空乗組員訓練航空センター）にも留学した。1929年5月、航空第1隊（隊長：高在田）飛行員。
1929年6月、中央陸軍軍官学校航空班飛行組長。他に張廷孟、石曼牛、張有谷ら9名が教官に就いたが、軍閥の反乱の度に駆り出され教練に支障をきたした。翌1930年春になると教練が軌道に乗り出し、楊鴻鼎、黃正裕、王袖萍、張之珍、胡偉克、徐康良ら18名の学生が単独飛行可能となっていた。そんな中、5月に中原大戦が勃発。航空班にも単独飛行可能な航空班学生を戦線に派遣せよとの特令が下され、学生18名で編成された偵察隊一隊の隊長となり河南の帰徳飛行場に赴く。同年9月に復帰したが、この時参戦した学生と学校に留まりその間実技が出来なかった学生との間に確執が生まれ、それぞれ「擁毛派」「擁黄派」と呼ばれる派閥が生まれた。

### 空軍運営への参加
1931年4月、航空署長の張恵長が広州国民政府に離反したため、米国の視察に赴いていた黄秉衡が帰国するまで代理署長。7月1日、航空班は軍政部航空学校に改称され校長に就任。同時期に南昌で設立された航空指揮部の指揮官を兼任。
1933年7月17日、中央航空学校改称に伴い、副校長。副校長は校長である蔣介石の代わりに運営及び教官の人事権を持っていたが、派閥の助長を防止するため人事権を弁公庁主任の蔣堅忍にも持たせ、相互に監視させるシステムがとられていた。しかし、藍衣社やCC系と関わりがあった蔣堅忍は毛の身辺を探り、私生活の放蕩ぶりを密告。毛は蔣介石より「貴官の行為は空軍建設の大計を妨害するものだ」との叱責を受ける。立場を失った毛は1934年、中央航校2期生を引率してイタリアに視察に赴く。
1935年1月、中国航空公司総裁ウィリアム・パウレーとともに米国のマイアミを訪れ、そこで解散ショーを行っていたヘイウッド・ハンセル少尉、「ビリー」・マクドナルド軍曹、ジョン・ヘンリー・「ルーク」ウィリアムソン軍曹、そしてクレア・リー・シェンノート大尉のアクロバットチーム「フライング・トラピーズの三人男」に感銘を受ける。ショーの後、マクドナルドとウィリアムソンをクルーズ船に招待し、中国空軍の軍事顧問となる事を持ち掛けた。最終的に米国当局の圧力で叶わなかったが、これがのちシェンノートが中国を訪れるきっかけとなる。
帰国後、南昌教導総隊長。1935年9月4日、空軍上校。 1936年5月、任国民政府航空委員会常任委員。なお、この頃に仇敵・蔣堅忍の身辺を探り、「蔣堅忍の本当の姓は張であり、蔣介石の氏族を装って不当に取り入ろうとした」として告発している。
両広事変勃発後の1936年7月2日、南昌青雲譜飛行場総站長の崔滄石から広東空軍のパイロットが飛行機で投降して来たことを知らされると、蔣介石と戴笠に状況を報告し、翌日、彼らを南京で蔣介石に接見させた。12月、西安事件が起こった際には洛陽飛行場に派遣され、張学良の部隊に対する偵察・爆撃を指揮、状況を航空委員会に報告した。
シェンノートは、毛邦初を「一流のパイロットで好感の持てる仲間、空軍運営能力に優れている」と評し、一方で周至柔は「蔣介石に重用されている名目上の指揮官で、二の次」と評している。
1937年5月、教導総隊が空軍南昌第三軍区に改編されたことを受け、同司令。日中戦争勃発後の8月頭、江西省廬山の牯嶺鎮にて蔣介石夫妻にシェンノートともに呼び出され、第1戦に投入可能な機数を91機と答えた。
8月14日、委員会制度では迅速な指揮が出せないことから前敵総指揮部が設立されると、副総指揮。1938年3月、周至柔が宋美齢との政争に負け失脚すると前敵総指揮部は解体され、周の後任で航空委員会軍令庁庁長となる。
1940年3月中旬、空軍第一路司令。5月25日、空軍少将。8月19日に航空委員会副主任兼任。
1940年11月、蔣介石の命を受け軍事顧問クレア・リー・シェンノートとともに特使として米国へ派遣され、ローチリン・キュリー、フランク・ノックスらを通して米国当局からの支援を取り付ける。
1941年3月26日、空軍総指揮部が設立され、総指揮。第1アメリカ合衆国義勇軍（フライング・タイガース）の設立に協力。同年4月、空軍参謀学校教育長兼任。
1942年、ワシントンに新設された国民政府航空委員会駐米代表として米国からの航空機調達を担う。1年間で彼が購入と輸送に費やした予算は、5,000ドル（2015年現在の5億ドルに相当）に上った。1944年10月、ダンバートン・オークス会議に出席。1945年5月、国民党第六届中央執行委員会委員候補に選出。
戦後、連合国安全理事会軍事参謀団中国代表団成員。
1946年6月29日、国民政府参謀本部空軍総司令部副司令、空軍中将。1949年台湾に逃れたのちは、再びワシントンに派遣され空軍駐米採購処代表。また同時に、国際通貨基金副執行理事の兪国華、大使館首席武官の皮宗敢とともに米国での口座管理をも担う事となる。

### 毛邦初事件

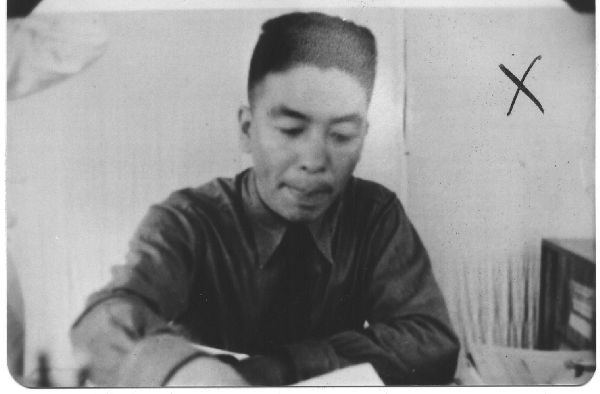
執務中の毛邦初

1950年5月上旬、ワシントン・ポストに米国人女性を名乗る人物からの投書が掲載された。投稿者の正体は毛邦初の助理の向惟萱上校で、軍がサンフランシスコから10万ドルで輸入したとされる航空機燃料300万ガロンの取引が実際は行われておらず、宋子良の設立した孚中公司も関与している旨の告発であった。その金額が雪だるま式に膨れ上がっている事から、米国政府きっての親華派であったウォルター・ジャド下院議員とウィリアム・ノーランド上院議員も中華民国大使館に対し、民国政府の購入ルートの不透明性を非難した。
しかし毛は、空軍総司令の周が軍需品の架空請求を行っていたと主張。周もすぐさま反論し、両者は互いに非難の応酬を始めた。政府は毛に帰国を求めたが、毛は更に周が中国銀行ニューヨーク支店の軍の口座預金50万ドルを着服したと主張した。いよいよ事態を重く見た民国政府は、毛に再度帰国を命じたが、毛は周の身辺調査が先決であると拒否した。
毛は預金の明け渡しを強硬に拒み続け、顧維鈞、宋子文、兪国華、李惟果、胡適らが交互に明け渡しを勧告してもなお態度を変える事はなかった。1951年8月、葉公超外交部長は毛の解任を通達。駐米大使顧維鈞と特別助理の兪大維を後継代理とし、司法行政部政務次長の査良鑑を調査官として派遣。事件の解決を命じた。
1952年1月、中国系米国人女性秘書フランシス・リンとともにアリゾナ州ツーソンを経てバスでメキシコに脱出、以降クエルナバカ等を転々としていたが、8月にメキシコシティにてパスポート偽造と不法入国の容疑で警察に逮捕される。米中両政府は直ちに引き渡しを要求するも、メキシコ当局は拒否した。ワシントン州連邦地方裁判所は約636万8千ドルの請求権があるとの判決を下した。一方、中華民国政府も300万ドルの請求を決定している。
その間にも、長期にわたる法的および政治的闘争が続いた。毛は、自身が横領したことに異議を唱えなかった。彼は「（中国の）人々が現政府を放棄すべきとき、彼らのために何百万すべてを保管している愛国者」であると主張した。大衆紙「コロネット」のリチャード・オコーナーは、「一方で、彼は極めて非公式な善意の大使として、彼らのお金の多くをまき散らした」とコメントした。これは台湾政府が悪名高い私立探偵ジョン・ブローディを雇い、不足している資金の発見と回収、そしてメキシコから毛邦初を拉致することを画策していることが報告されたからである。これらの試みは、メキシコシティ近郊でブローディの仲間のクラレンス・ソープマンが射殺されたことで失敗に終わった。
毛は公判後、メキシコシティのレクンベリ刑務所に収監された。なお、隣の独房にはレフ・トロツキーを暗殺したことで知られるラモン・メルカデルが服役していた。
1955年4月、業を煮やした蔣介石は三か月以内に事件を解決するよう命じた。しかし、メキシコ裁判所が毛の犯罪人引渡しを禁じたため、5月24日の釈放後もメキシコにとどまり、請求された金額を返金しようとしなかった。
一連の案件は董顕光の駐米大使就任後も解決しなかった。1958年に葉公超自らが駐米大使となり、毛が20万ドルの生活費受給と引き換えに200万ドルの支払いに同意した事でようやく和解が成立。以降は米国への入国も放免され、南カリフォルニアにて隠居生活を送った。着服はほんの少しに過ぎず、莫大な額ではないと主張し続けた。1987年死去。

## 家族
- 弟：毛瀛初（中国語版） - 原名は信諒。中央航校2期卒、空軍中将。空軍軍官学校校長等を歴任。
- 弟：毛賢初 - 原名は信堤。中央軍校15期。空軍警衛団副団長。
- 長男：毛昭寰（中国語版） - パデュー大学卒、電気工学博士。1977年に立ち上げたメンズファッションブランド「ビューグルボーイ」は80年代から90年代にかけ一世を風靡したが、2001年に倒産。
- 次男：毛昭憲（中国語版） - コロンビア大学卒、生命工学研究者。上海交通大学、北京航空航天大学名誉教授。

## 栄典
- 五等寶鼎章　1931年4月29日[44]
- 五等雲麾勲章（中国語版） 1937年1月1日[45]
- 五等宝鼎勲章（中国語版） - 1941年4月28日[46]
- 二等空軍復興栄誉勲章 1943年10月10日[47]
- 青天白日勲章 1944年8月13日[48]
- 抗戦勝利勲章（中国語版） 1945年10月10日[49]
- 忠勤勲章 1946年1月11日[50]
- レジオン・オブ・メリット 1945年8月[51]